# Сен-Габрієль-Бресі
Сен-Габріє́ль-Бресі́, Сен-Ґабрієль-Бресі (фр. Saint-Gabriel-Brécy) — колишній муніципалітет у Франції, у регіоні Нормандія, департамент Кальвадос. Населення — 309 осіб (2011).
Муніципалітет був розташований на відстані близько 220 км на захід від Парижа, 18 км на північний захід від Кана.

## Історія
До 2015 року муніципалітет перебував у складі регіону Нижня Нормандія. Від 1 січня 2016 року належав до нового об'єднаного регіону Нормандія.
1-1-2017 Сен-Габрієль-Бресі, Креллі i Вільє-ле-Сек було об'єднано в новий муніципалітет Креллі-сюр-Сель.

## Демографія
Динаміка населення (Insee ):
Розподіл населення за віком та статтю (2006):
| Стать | Всього | До 15 років | 15-24 | 25-44 | 45-64 | 65-85 | Понад 85 |
| --- | ------ | ----------- | ----- | ----- | ----- | ----- | -------- |
| Чоловіки | 173    | 36          | 57    | 36    | 40    | 4     | 0        |
| Жінки | 144    | 12          | 36    | 36    | 36    | 20    | 4        |
| \| Статево-вікова піраміда \| Статево-вікова піраміда \| Статево-вікова піраміда \| \| ----------------------- \| ----------------------- \| ----------------------- \| \| Чоловіки \| Вік \| Жінки \| \| 0 \| 85 + \| 4 \| \| 0 \| 80-84 \| 4 \| \| 0 \| 75-79 \| 8 \| \| 4 \| 70-74 \| 0 \| \| 0 \| 65-69 \| 8 \| \| 8 \| 60-64 \| 0 \| \| 12 \| 55-59 \| 16 \| \| 8 \| 50-54 \| 4 \| \| 12 \| 45-49 \| 16 \| \| 8 \| 40-44 \| 4 \| \| 12 \| 35-39 \| 20 \| \| 8 \| 30-34 \| 0 \| \| 8 \| 25-29 \| 12 \| \| 16 \| 20-24 \| 20 \| \| 41 \| 15-20 \| 16 \| \| 12 \| 10-14 \| 4 \| \| 12 \| 5-9 \| 8 \| \| 12 \| 0-4 \| 0 \| |        |             |       |       |       |       |          |
| Статево-вікова піраміда |        |             |       |       |       |       |          |
| Чоловіки | Вік    | Жінки       |       |       |       |       |          |
| 0 | 85 +   | 4           |       |       |       |       |          |
| 0 | 80-84  | 4           |       |       |       |       |          |
| 0 | 75-79  | 8           |       |       |       |       |          |
| 4 | 70-74  | 0           |       |       |       |       |          |
| 0 | 65-69  | 8           |       |       |       |       |          |
| 8 | 60-64  | 0           |       |       |       |       |          |
| 12 | 55-59  | 16          |       |       |       |       |          |
| 8 | 50-54  | 4           |       |       |       |       |          |
| 12 | 45-49  | 16          |       |       |       |       |          |
| 8 | 40-44  | 4           |       |       |       |       |          |
| 12 | 35-39  | 20          |       |       |       |       |          |
| 8 | 30-34  | 0           |       |       |       |       |          |
| 8 | 25-29  | 12          |       |       |       |       |          |
| 16 | 20-24  | 20          |       |       |       |       |          |
| 41 | 15-20  | 16          |       |       |       |       |          |
| 12 | 10-14  | 4           |       |       |       |       |          |
| 12 | 5-9    | 8           |       |       |       |       |          |
| 12 | 0-4    | 0           |       |       |       |       |          |

## Економіка
2010 року серед 219 осіб працездатного віку (15—64 років) 131 була активною, 88 — неактивними (показник активності 59,8%, у 1999 році було 79,9%). З 131 активної мешканців працювало 117 осіб (64 чоловіки та 53 жінки), безробітними було 14 (9 чоловіків та 5 жінок). Серед 88 неактивних 60 осіб було учнями чи студентами, 16 — пенсіонерами, 12 були неактивними з інших причин.

У 2010 році в муніципалітеті числилось 98 оподаткованих домогосподарств, у яких проживали 249,0 особи, медіана доходів виносила 19 792 євро на одного особоспоживача